# Medelhavslärka
Medelhavslärka (Alaudala rufescens) är en liten lärka som förekommer i Medelhavsområdet, Kanarieöarna och västra Mellanöstern. Tidigare inkluderade den arterna turkestanlärka och sidenvägslärka, då under namnet dvärglärka, men dessa tre urskiljs numera vanligen som egna arter. 

## Utseende och läte
Medelhavslärkan är en liten, ljus lärka med en kort finkliknande näbb. Den är mycket lik nära släktingarna turkestanlärkan och sidenvägslärkan, alla tre tidigare kategoriserade som en art, dvärglärka (Alaudala rufescens, se nedan). Dessa skiljer sig från korttålärkan (Calandrella brachydactyla) som delvis förekommer i samma utbredningsområde och levnadsmiljöer, genom gråare och mer jämnt streckad fjäderdräkt. Den har vidare ett streckat bröst likt en liten sånglärka samt kortare tertialer och kortare näbb. Vidare saknas ett tydligt ögonbrynsstreck. Jämfört med turkestanlärkan är medelhavslärkan mindre, något mer roströd, med grövre streck på bröstet
Sången är snabbare och mer varierad än korttålärkans, ofta innehållande härmljud från andra fåglar. Typiskt är också det invävda torra surrande locklätet. I sångflykten drar den runt med utbredd stjärt, ibland med karakteristiskt långsamma vingslag, vilket aldrig ses hos korttålärkan. Jämfört med turkestanlärkan är fraserna kortare, med kortare pauser emellan.

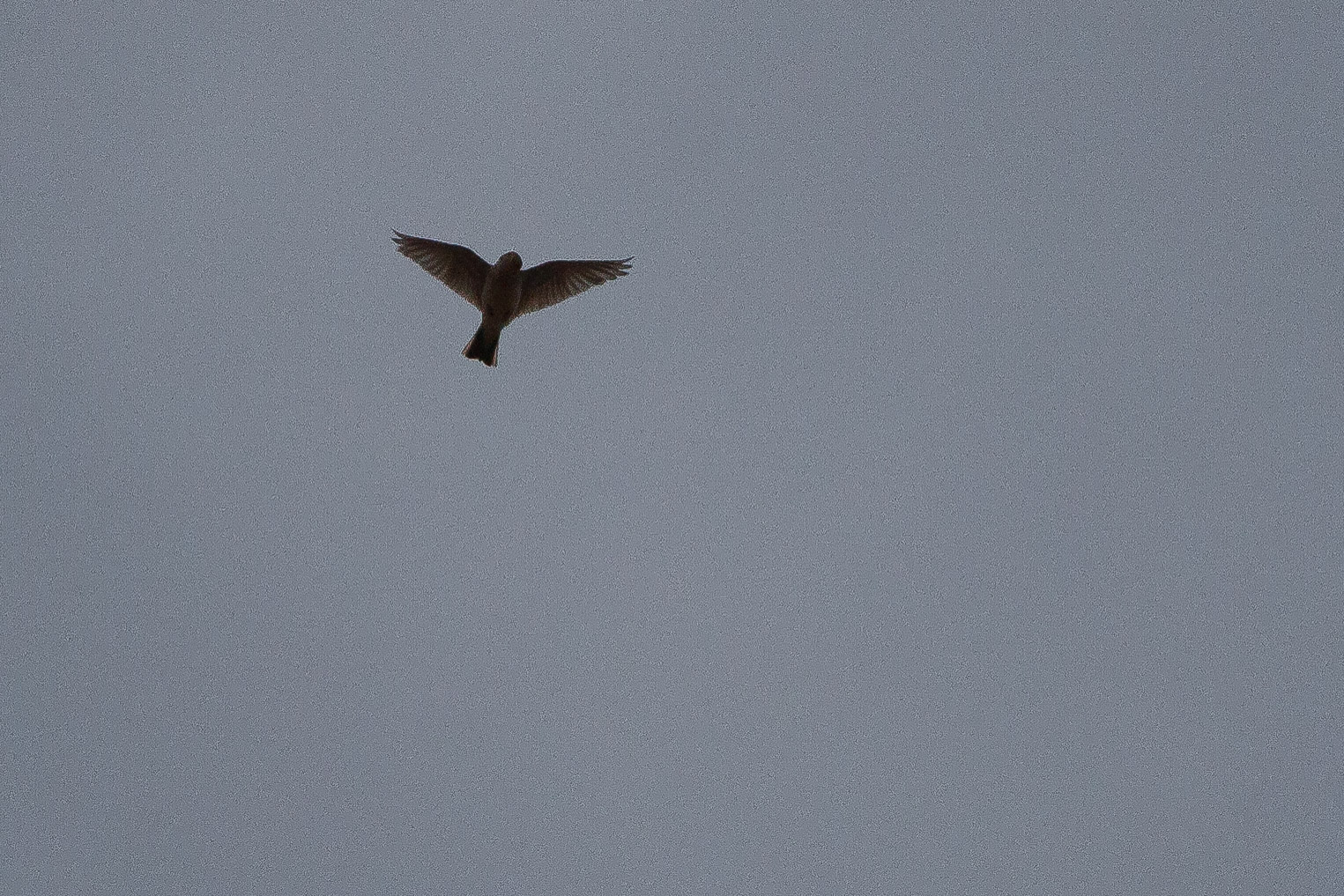
Medelhavslärka i sångflykt.

## Systematik
Medelhavslärkan är nära släkt med både turkestanlärka (A. heinei) och sidenvägslärka (A. cheleensis), och tidigare behandlades de som en och samma art, dvärglärka (A. rufescens). Genetiska studier klargör dock att även sandlärkan är inbäddad i komplexet. Alström m.fl. (2021) visar också att de olika populationerna kan delas in i fyra utvecklingslinjer. Dessa skildes åt för åtminstone två miljoner år sedan. Trots relativt måttliga morfologiska skillnader  skiljer de sig åt när det gäller sångflykt, ekologi och flyttbeteende. Åtminstone tre av dessa klader häckar mer eller mindre sympatriskt. Senare studier från 2023 bekräftar släktskapet, där medelhavslärkan är systerart till artparet sandlärka och turkestanlärka.
Sedan 2021 urskiljer därför både tongivande International Ornithological Congress (IOC) och eBird/Clements den som egen art. Svenska BirdLife Sveriges taxonomikommitté följde efter 2022. Den döptes initialt till medelhavsdvärglärka, men namnet justerades 2023 till det enklare medelhavslärka.

### Släktestillhörighet
Medelhavslärka med släktingar placerades tidigare tillsammans med korttålärkorna i släktet Calandrella, men genetiska studier visar att de inte är varandras närmaste släktingar. De har därför lyfts ut till det egna släktet Alaudala.

## Utbredning
Medelhavslärka förekommer som namnet avslöjar kring Medelhavsområdet, men även i delar av Mellanöstern och på Kanarieöarna. Den delas in i tre underarter med följande utbredning:
- Alaudala rufescens rufescens – förekommer i Kanarieöarna, på Gran Canaria, Fuerteventura och Lanzarote, tidigare även på Teneriffa där den troligen är utdöd
- Alaudala rufescens apetzii – förekommer på södra Iberiska halvön
- Alaudala rufescens minor – förekommer i norra Afrika (från Marocko österut till Egypten) och från södra Turkiet söderut till Sinaihalvön och österut till Irak

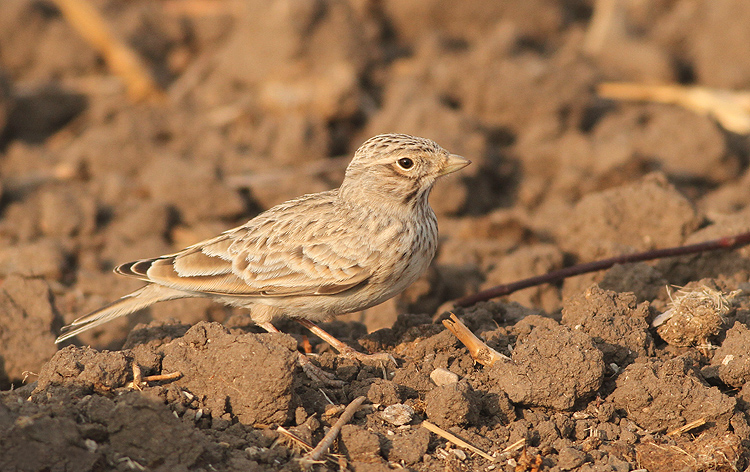
Medelhavslärka fotograferad i Israel.

Fyra fynd har gjorts i Sverige av fåglar ur dvärglärkekomplexet. Efter en genomgång 2023 fastställdes att tre av dem rörde turkestanlärkor, medan den fjärde lämnats obestämd. Det innebär att inga fynd finns av Alaudala rufescens i begränsad mening i Sverige.

## Ekologi
Medelhavslärka bygger sitt bo på marken och lägger vanligtvis två till tre ägg som ruvas av honan. Den lever av frön och insekter. Den föredrar öppet torrt landskap och återfinns oftast i torrare miljöer än korttålärkan.

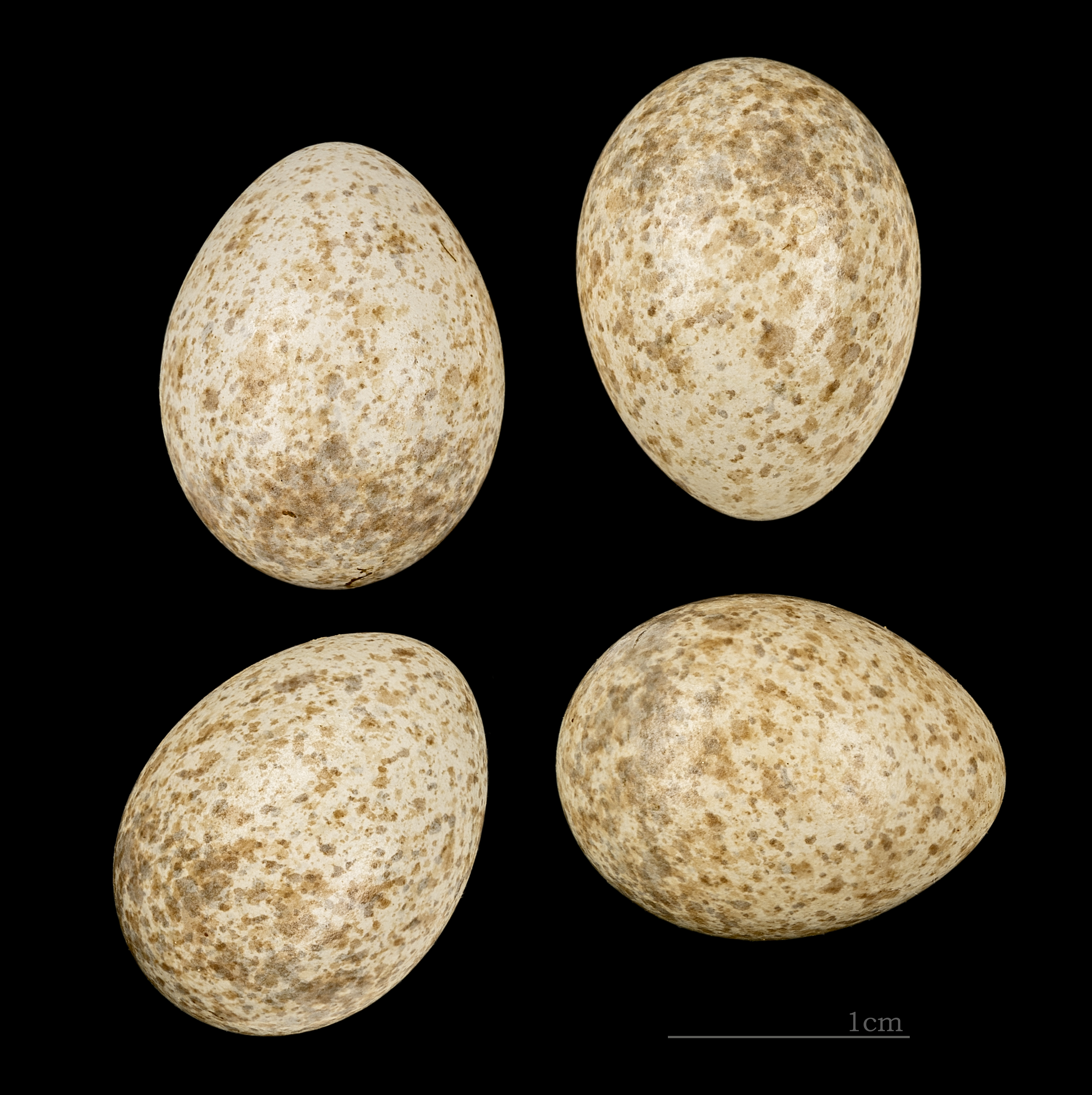
Medelhavslärkans ägg av underarten minor.

## Status och hot
Arten har ett stort utbredningsområde och en stor population, men tros minska i antal på grund av habitatförlust, dock inte tillräckligt kraftigt för att den ska betraktas som hotad. Beståndet uppskattas till mellan 500 000 och en miljon vuxna individer.